# エミリー・デシャネル
エミリー・デシャネル（Emily Deschanel, 本名：Emily Erin Deschanel, 1976年10月11日 - ）は、アメリカ合衆国の女優。カリフォルニア州ロサンゼルス出身。

## 略歴
父親はアカデミー賞候補に4度なった撮影監督のキャレブ・デシャネル、母親は女優のメアリー・ジョー・デシャネルという芸能一家に生まれる。妹のズーイーも女優として活動している。ボストン大学で演技を学んだ。
現在はニューヨークとロサンゼルスに拠点を置いている。
1994年に映画デビュー。いくつかの映画やテレビシリーズに端役で出ていたが、2005年から始まったテレビシリーズ『BONES』で主人公の法人類学者を演じ、人気を博している。

## 人物
ヴィーガン（純菜食主義）である。『BONES』で共演しているミカエラ・コンリンと大親友である。
以前はメスのウィートン・テリアを飼っていたが、現在は彼女の元彼が所有している。
2010年9月25日、脚本家兼俳優のデヴィッド・ホーンスビーと結婚したことが明らかになった。エミリーの代理人がこれを認めた。2011年9月21日、長男が誕生した。
なお、デヴィッドとは『BONES』でも共演しており、シーズン9ではデヴィッドが神父の役を務め、彼女の演じるブレナンの結婚式をとりしきっている。この点についてデヴィッドは「妻が他の男とキスをするのを見てる夫の役だ。テレビ史上最も情けない役だ」と述べている。
2015年、第2子となる次男を出産。

## 主な出演作品

### 映画
| 公開年 | 邦題 原題                             | 役名                        | 備考 |
| ------ | ------------------------------------- | --------------------------- | ---- |
| 1994   | あなたに降る夢 It Could Happen to You | Paint Throwing Fur-Activist |      |
| 2003   | コールド マウンテン Cold Mountain     | モーガン夫人                |      |
| 2004   | アラモ The Alamo                      | ロサナ・トラヴィス          |      |
| 2004   | スパイダーマン2 Spider-Man 2          | レセプショニスト            |      |
| 2005   | ブギーマン Boogeyman                  | ケイト                      |      |
| 2006   | グローリー・ロード Glory Road         | メアリー・ハスキンス        |      |
| 2009   | 私の中のあなた My Sister's Keeper     | Dr. Farquad                 |      |

### テレビシリーズ
| 放映年    | 邦題 原題                                                  | 役名                       | 備考                                  |
| --------- | ---------------------------------------------------------- | -------------------------- | ------------------------------------- |
| 2002      | ローズ・レッド Rose Red                                    | パム                       | ミニシリーズ                          |
| 2002      | LAW & ORDER:性犯罪特捜班 Law & Order: Special Victims Unit | キャシー                   | エピソード: Surveillance              |
| 2002      | プロビデンス Providence                                    | アニー・フランク           | 2エピソードに出演                     |
| 2004      | 女検死医ジョーダン Crossing Jordan                         | ミシェル                   | エピソード: All the News Fit to Print |
| 2005-2017 | BONES Bones                                                | テンペランス・ブレナン     | 主演で246エピソードに出演             |
| 2022      | オハイオの悪魔                                             | 精神科医スザンヌ・マティス | 主演、Netflix                         |